# 姆沃列圣殿

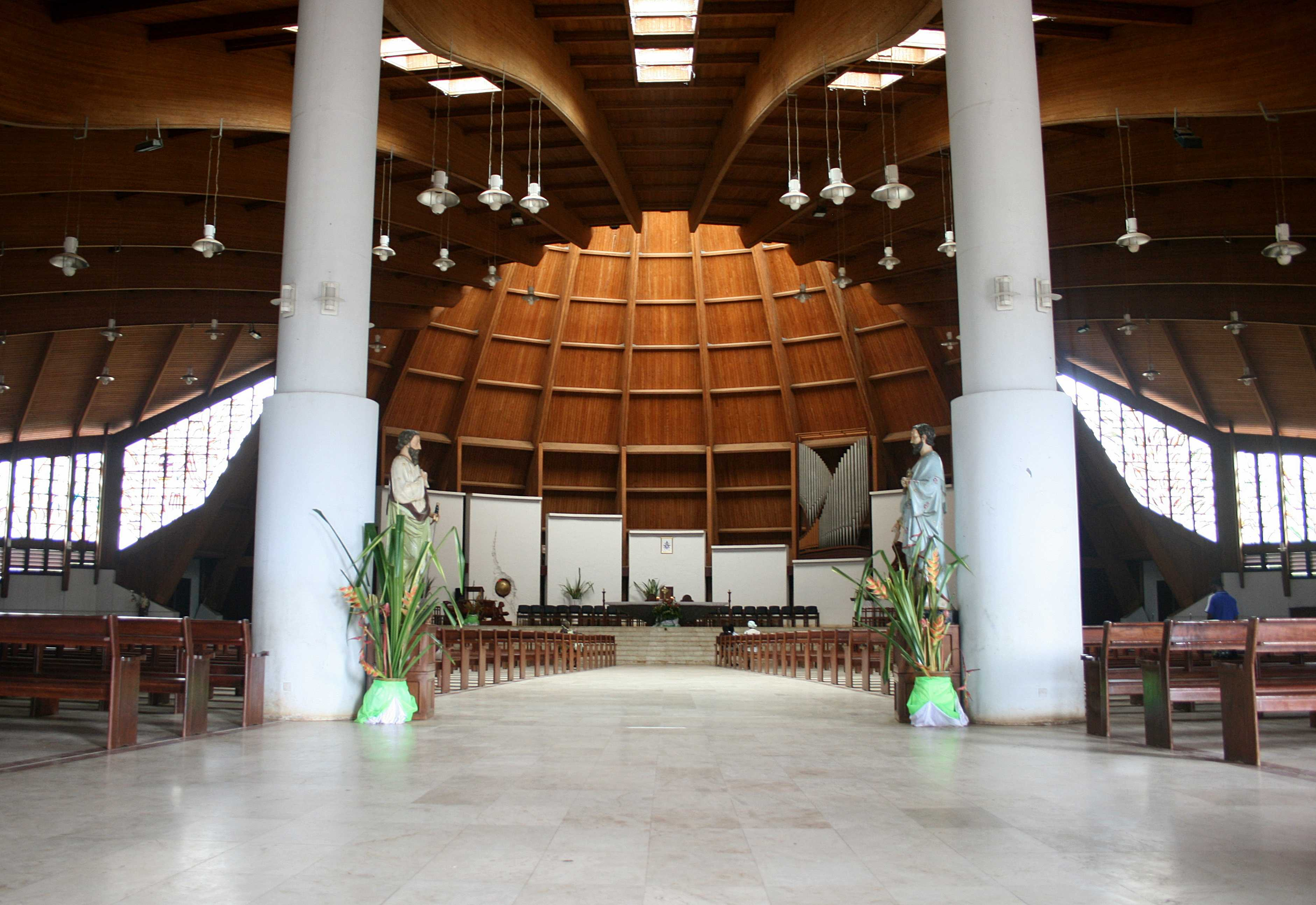

姆沃列圣殿(Basilique Marie-Reine des apôtres de Mvolyé)是位于喀麦隆首都雅温得市郊姆列沃的宗座圣殿。
1990年8月15日，新教堂奠基，以代替风雨飘摇的老教堂。
1991年9月，新教堂竣工。
2006年12月10日，教宗特使，羅馬天主教會枢机主教让·路易·托朗(Jean-Louis Tauran)代表教宗本篤十六世宣布将本教堂升格为宗座圣殿。